# Virgen de El Quinche
Nuestra Señora de la Presentación de El Quinche es una advocación a María de la Iglesia católica, cuya imagen se encuentra en el santuario de la parroquia de El Quinche, en el distrito metropolitano de Quito, Ecuador. La Virgen tiene miles de fieles en el país y alrededor del mundo, quienes la definen como su madre y aún en el exterior, los migrantes ecuatorianos continúan celebrando su fiesta. En España cada año acuden más de 2 mil personas, así como en los Estados Unidos. La imagen de Nuestra Señora de la Presentación de El Quinche es una hermosa escultura en madera, tallada en el siglo XVI por don Diego de Robles, extraordinario artista de la escuela quiteña de arte, al que se deben también otras imágenes de María de gran popularidad y veneración.

## Historia

### Advocación en Oyacachi

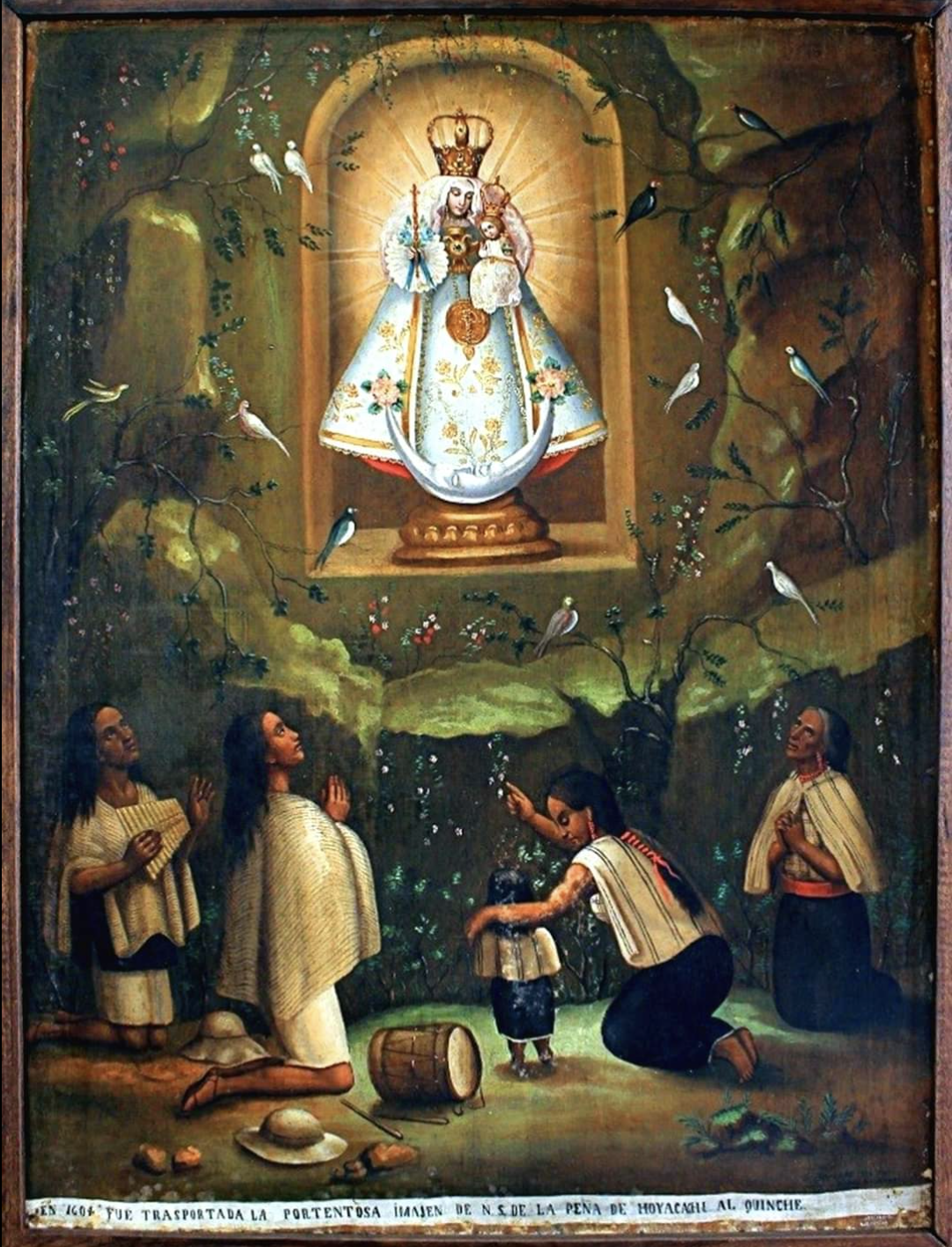
Milagro de la virgen del Quinche, cuadro siglo xix

La historia nos dice que, medio siglo después del inicio de la conquista en tierras ecuatorianas, los indígenas de Lumbisí, un pequeño caserío que pertenecía al pueblo de Cumbayá, desearon tener una copia exacta de la Virgen de Guápulo, la cual se veneraba alrededor de 1586. Diego de Robles hizo entonces la imagen con madera de cedro, pero los Lumbisí no pudieron pagarle el precio convenido al no reunirlo, y éste la llevó a los indígenas oyacachis al enterarse de que estos se interesaban en una imagen quienes le pagaron con tablones de fino de cedro que el escultor necesitaba para sus trabajos.  Escogieron la hendidura de un peñasco de la cordillera y allí fue colocada la Virgen. Aquel nicho fue el primer santuario que tuvo la Virgen de El Quinche. Los indígenas, vistieron la imagen según la costumbre española. 
Cuentan que apenas la efigie ocupó el lugar, bandadas de cantoras avecillas revoloteaban constantemente en torno a ella alegrando todo el lugar con sus trinos. Y cuando al descender la noche se retiraban los pajarillos, un resplandor hermoso circundaba la imagen de María. También se dice que don Diego de Robles regresó un día a Oyacachi, los indígenas se regocijaron y le pidieron que se quedara unos días entre ellos, para construir en madera un altar para la Santísima Virgen, el artista se negó y emprendió el viaje de regreso a Quito, en un momento, al pasar por el puente de un caudaloso río, el caballo dio un salto y lo lanzó fuera de la silla, Robles iba a caer en lo más hondo de las aguas, de pronto, uno de sus pies se enredó entre los maderos del puente, y al verse a punto de perecer, clamó a la Virgen de Oyacachi; en ese instante atravesaban el puente dos caminantes que, movidos por piedad y compasión, se acercaron al desventurado y le sacaron del peligro. Cuando el artista quiso darles las gracias, ellos ya habían desaparecido. El escultor comprendió que fue una gracia del cielo. Por eso decidió volver a Oyacachi y allí construyó el altar de la Virgen. 
Pronto la Virgen de Oyacachi llegó a ser famosa en toda la comarca. Numerosas romerías de los pueblos vecinos comenzaron a frecuentar este sitio, antes desconocido. Por este motivo, los indígenas se vieron en la necesidad de construir una capilla o una pequeña iglesia para colocar en ella la imagen de la Virgen. Entonces comenzaron otros prodigios que comprobaban el deseo de la Virgen que se erigiese un santuario. Más tarde la gente enriqueció los hechos con la leyenda de que la Virgen se les había aparecido antes a los indígenas del lugar en una cueva prometiendo librarlos de los peligrosos osos que devoraban a los niños. Los numerosos milagros que comenzaron a atribuírsele aumentaron sus fieles en toda la región. Cuenta la leyenda en torno a la imagen de la Virgen, que muchas veces vieron vacío el pedestal en la roca porque ella iba a socorrer a los enfermos, y al otro día se le volvía a ver en su lugar con los pies enlodados. Mientras estuvo en Oyacachi fue conocida como la "Virgen de la Peña".

### La Virgen en el Quinche

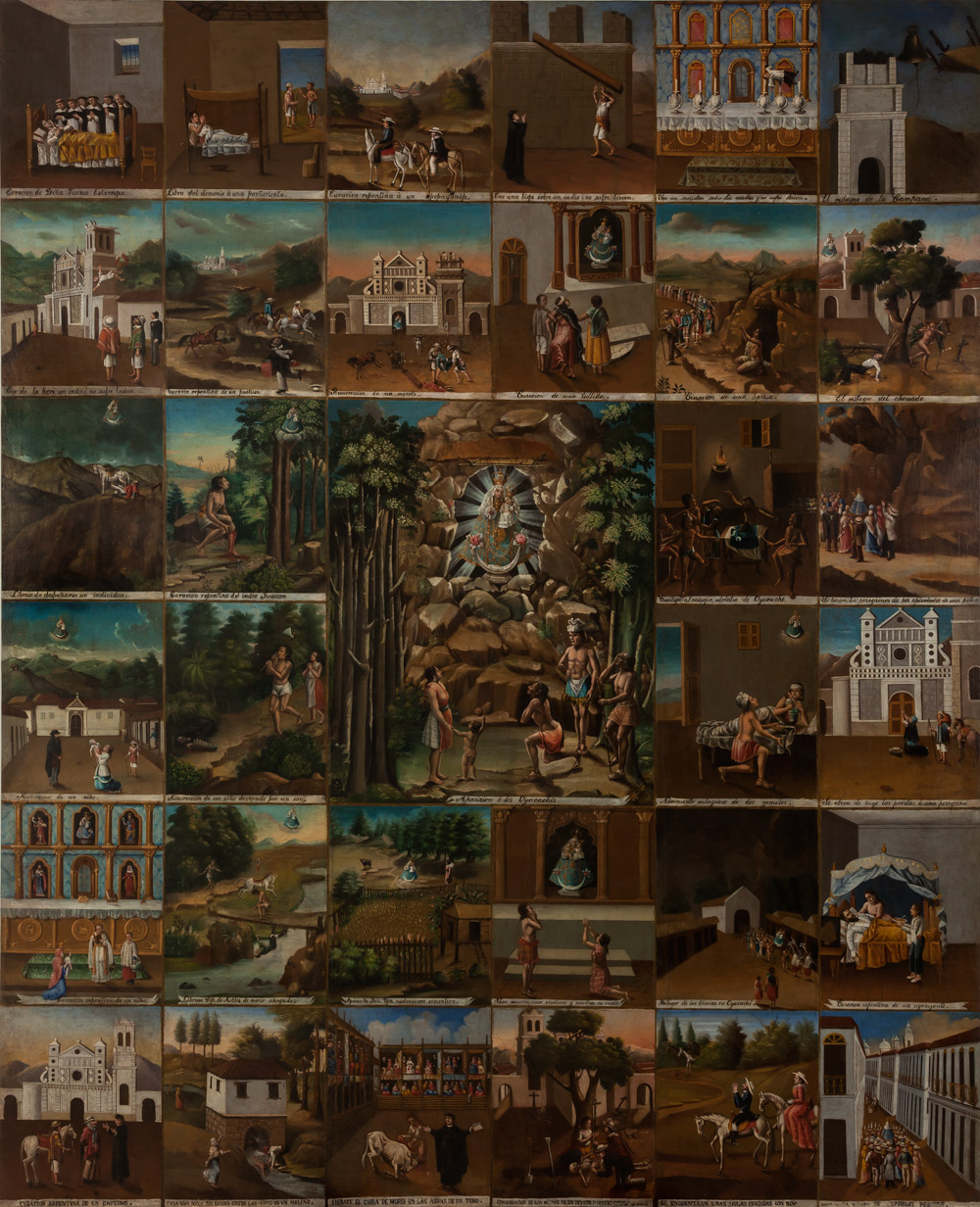
Aparición de la Virgen a los Oyacachi pintura del, donde se representan los distintos milagros realizados

Quince años permaneció la imagen al cuidado de los indígenas hasta que en 1604, el  opispo del lugar ordenó su traslado al poblado de El Quinche, de donde finalmente tomó su nombre. Fue puesta en la iglesia parroquial; sin embargo, pronto tuvieron que pensar en la construcción de un templo más grande.  En 1630 la sagrada imagen fue colocada en un nuevo santuario donde permaneció sin contratiempo por 200 años. 
Años más tarde, el Cabildo juró en 1699 a su santo patrón para la protección dada a la ciudad y librarla del terremoto; y ordenó que se celebrara en su honor la fiesta más solemne el 20 de febrero de cada año. Esto ocurriría durante la presidencia de Mateo de la Mata Ponce de León, caballero de Alcántara. Ya en el siglo XVIII, los presidentes de la Real Audiencia le valoraban mucho. Esto se puede ver en acciones concretas como cuando la esposa de don Luis Muñoz de Guzmán, presidente de la Audiencia pagó la cúpula del camarín como muestra de agradecimiento por una curación milagrosa. Otro presidente José de Villalengua y el obispo Blas Sobrino y Minayo, junto con el pueblo quiteño, le entregaron una campana en una ceremonia muy recordada. Todos los fieles en la Audiencia estaban siempre dispuestos a mostrar devoción por la Virgen del Quinche. Además la advocación crecía cuando había dificultades como epidemias y desastres naturales, generalmente terremotos o erupciones volcánicas que algunas veces diezmaron la población en la provincia de Quito.
Dado que el poblado de El Quinche esta a las afueras de la ciudad de Quito, era frecuente que la imagen debía ser llevada a la ciudad, momento que era aprovechado por toda la población para mostrar su devoción. Al terminar su tiempo ahí se terminaban los homenajes con nostalgia y se organizaba un pregón de custodia para acompañarla hasta el santuario. Dado la naturaleza pacífica que se vivió durante la época de la Audiencia, nunca fue necesario fundar una orden militar religiosa que garantice la seguridad de los peregrinos y la custodia de las reliquias e imágenes, sin embargo todas las precauciones se tomaban para salvaguardar su integridad. No obstante era común que muchas personas de la Audiencia formen parte de la orden de Alcántara, un poco menos de la orden de Calatrava y con mucha más frecuencia de la orden de Santiago, donde no se pedía el voto de castidad al seguir la regla agustina, a diferencia de las otras dos que seguían la regla benedictina. Este era el caso del presidente de la Audiencia Juan Pío de Montúfar y Frasso, de la orden de Santiago, cuyo hijo Juan Pío de Montúfar y Larrea-Zurbano fundaría la orden de San Lorenzo mediante un decreto que emitió el 17 de agosto de 1809 en la Sala Capitular del Convento de San Agustín.
Además, junto con Abel García solicitaría al famoso artista del siglo XIX, Joaquín Pinto que pinte seis nuevos cuadros sobre los milagros antiguos. De esta forma empezaría a desarrollarse una mariología alrededor de la imagen, la primera vez que sucedía algo así en Ecuador. Tanto la publicación de estas pinturas como la edición del libro empezó a crear una tradición de dicho culto, que sucedió de forma espontánea durante la Audiencia y poco a poco se fue consolidando en el siglo XIX. Esto también significó una adaptación de la iglesia católica a un ambiente republicano después de las independencias, dejando de lado el funcionamiento monárquico a la que estaba acostumbrada desde la Edad Media. Ecuador no sería el único caso puesto que la importancia del culto a la Virgen en América es muy difundida en todos los países de la región, que experimentaban situaciones similares. La cercanía del clero y laicos con Roma durante estos años había causado que se lleven a cabo cambios con influencia de la Iglesia, todo esto con sentido estratégico. Por esta razón en estos años se empezaron a propagar las devociones marianas. Con estas advocaciones para aumentar la devoción se empezaron a organizar peregrinaciones (no romerías porque estrictamente hablando estas serían solo a Roma). Esta relación directa entre Ecuador y Roma sin la intermediación de Madrid debía consolidarse y adaptarse, tanto a nivel institucional como a nivel pastoral. Para esto último era necesario organizar e impulsar las advocaciones locales. Ese fue el caso del Quinche y otros cultos en Ecuador cuyas prácticas religiosas se incorporaron a las representaciones y discursos republicanos ya bien avanzado el siglo XIX como respuestas a las necesidades políticas y sociales de la Iglesia y sus miembros.

### El inicio de las romerías

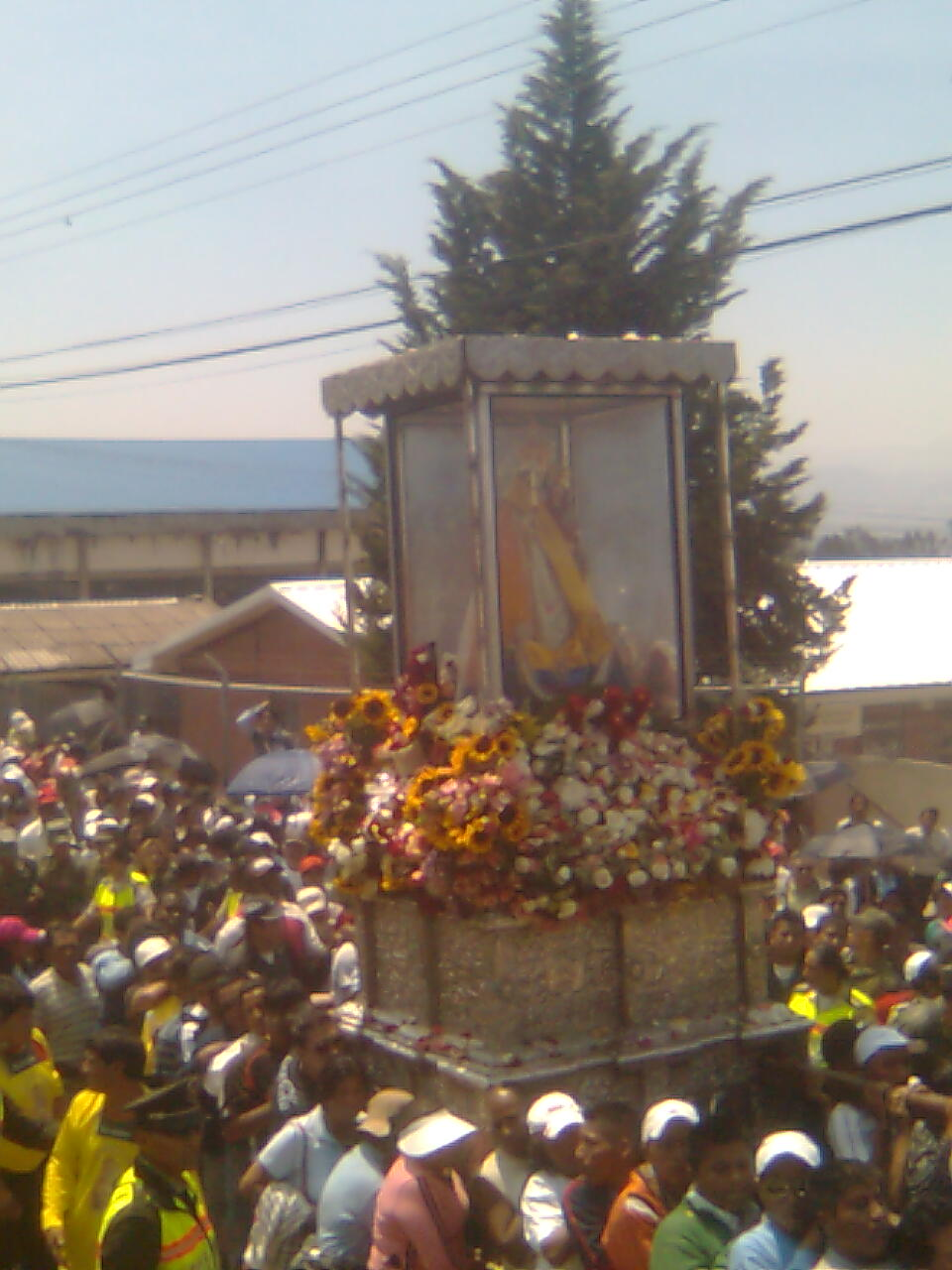
Procesión

Entre los años de 1886 y 1887 se organizaron tres romerías. Se debe tomar en cuenta el contexto político. Estos años formaban parte de la época progresista una extensión de la política conservadora después del mandato de García Moreno. La consagración al Sagrado Corazón de Jesús seguía vigente y faltaría menos de una década para que estalle la revolución liberal. Muchas figuras conservadoras surgieron durante estos años para impulsar la fe en Ecuador, entre los que destacan Julio María Matovelle, Miguel Febres Cordero, Remigio Crespo Toral, entre otros. Después del gobierno ultramontano de García Moreno, los presidentes progresistas se moderaron, por eso su nombre, pero al final continuaron con el proyecto. Una de las decisiones para impulsar la fe en este contexto fue organizar romerías, que no estuvieron exentas de polémica pero fueron respaldados por la curia, los regulares, y el apoyo de un grupo de jóvenes clérigos de la Sociedad de la Juventud Católica. Se enfocaron en los fieles, artesanos y trabajadores. La primera convocatoria sería en diciembre de 1885. La romería partió de Quito el 2 de enero encabezada por el vicario general y después de una larga jornada de peregrinaje, su camino de penitencia les conducía la parroquia de El Quinche donde serían parte de una serie de ritos piadosos de acercamiento a la Virgen. Esta romería conllevó la consagración de Quito a la Virgen del Quinche y del discurso sobre el comienzo de una nueva era en la religiosidad católica en Ecuador: 
“Esta romería pública y solemne al santuario más popular y querido de la Sma. Virgen entre nosotros, inaugura en el Ecuador la era de las peregrinaciones, que tanto han contribuido á despertar y mantener vivos el celo y la fe católica en Europa”. 
Este evento sin embargo fue ridiculizado en Ambato cuando un grupo de jóvenes lo representó usando máscaras y vanalizó su significado. El escritor conservador Juan León Mera respondió con una crítica a esta crítica diciendo que: “Eso ha sido algo así como las bacanales de las revoluciones radicales de Francia”. La situación se complicó cuando el 11 de enero de 1886 erupcionó después de cien años, el volcán Tungurahua, que se encuentra cerca de la ciudad  de Ambato y fue interpretado como un castigo por la impiedad: “Quién sabe qué va á ser de Ambato si no satisface á la Divinidad tan impíamente ultrajada!”. Por su parte la ciudad de Riobamba había decidido sacar a procesión un cuadro de la Virgen del Quinche para apaciguar la calamidad. La iniciativa clerical para acrecentar la religiosidad a través de romerías continuó. Tiempo después, la Sociedad de la Juventud Católica impulsó una segunda romería para enero de 1887, la cual repitió el camino de la anterior, convocando más fieles. En esta ocasión se contó con un índice de un devocionario, lo que continuaba con la insitucionalización y creación de tradiciones tan patente del siglo XIX en la iglesia católica.
Poco después, a fines de 1887, se celebró el jubileo de León XIII por sus bodas de oro sacerdotales. Para ello, el 24 de diciembre salió una tercera romería camino al Quinche. Pero, en esta ocasión llevaron a la Virgen a Quito en su camino de regreso, haciéndola entrar por San Blas por lo que el festejo se extendió varios meses hasta marzo, y en las diferentes ceremonias se convocó a los distintos grupos de la población. La permanencia de la imagen, en este caso, coincidió con las elecciones presidenciales que se celebraron en marzo de 1888. En ese contexto, Manuel Zambrano pintó un cuadro sobre el primer milagro de la Virgen. Entre 1883 y 1889, el fortalecimiento del culto a la Virgen del Quinche se convirtió en un componente importante dentro de la idea manejada por la Iglesia para una República del Sagrado Corazón de Jesús.
En la actualidad, en conmemoración a la Virgen se realiza a nivel nacional una convocatoria de los fieles y se lleva a cabo una caminata desde la parroquia de Calderón hasta la parroquia de El Quinche. 

## El santuario y la imagen
Con el terremoto de 1869 el templo quedó en terribles condiciones pero quedó en perfecto estado la imagen de la Virgen. El templo hubo de ser reconstruido. La última construcción del templo se remonta al año de 1905 y su consagración al año 1928. La imagen fue coronada canónicamente en 1943 y su fiesta se celebra el 21 de noviembre. En 1985, Roma declaró a El Quinche como Santuario Nacional del Ecuador. Además,  el 2 de mayo de 1959 el Papa Juan XXlll consedió a la iglesia de El Quinche el decreto de Basílica Menor.

La imagen de Nuestra Señora de El Quinche es una fina talla en madera de cedro de 62 cm de altura aproximadamente. Su superficie está cubierta con un amplio manto de brocado con piedras preciosas y bordado con hilos de oro y plata. Esto sin embargo no llega a cubrirla completamente puesto que deja al descubierto su rostro oscuro. La Virgen porta un cetro en su mano derecha y con la izquierda sostiene al niño en postura de bendición mientras sostiene una bola de oro coronada con una cruz. A los pies de la imagen se encuentra la base de la misma y una notoria media luna. Tanto la base como la media luna están hechos de plata pura. Similar es el caso además de las coronas que están hechas de en oro y adornadas con piedras preciosas. Adicionalmente contiene el rostro de Jesús que se encuentra tallado de tal forma que representa los rasgos faciales de los niños mestizos de la Audiencia. Esta característica que comparte con las vírgenes de Guápulo y Guadalupe se encuentra también en el color de piel de la madre. Sus rasgos faciales son finos como su nariz, rostro de forma de óvalo, labios muy finos y una boca pequeña. Por otro lado sus ojos son rasgados y muestran una mirada de tristesa. Sus párpados están entreabiertos. Su culto es muy popular en Ecuador, especialmente entre los indígenas, quienes cariñosamente la llaman “La Pequeñita” en honor a su protectora del cielo. Lo que es admirable es la variedad de cantos cantados en honor a la Virgen de El Quinche, con letras en quechua, jíbaro y otros dialectos de la región, y también en español; Muchos de ellos se cantan desde hace cuatro siglos.

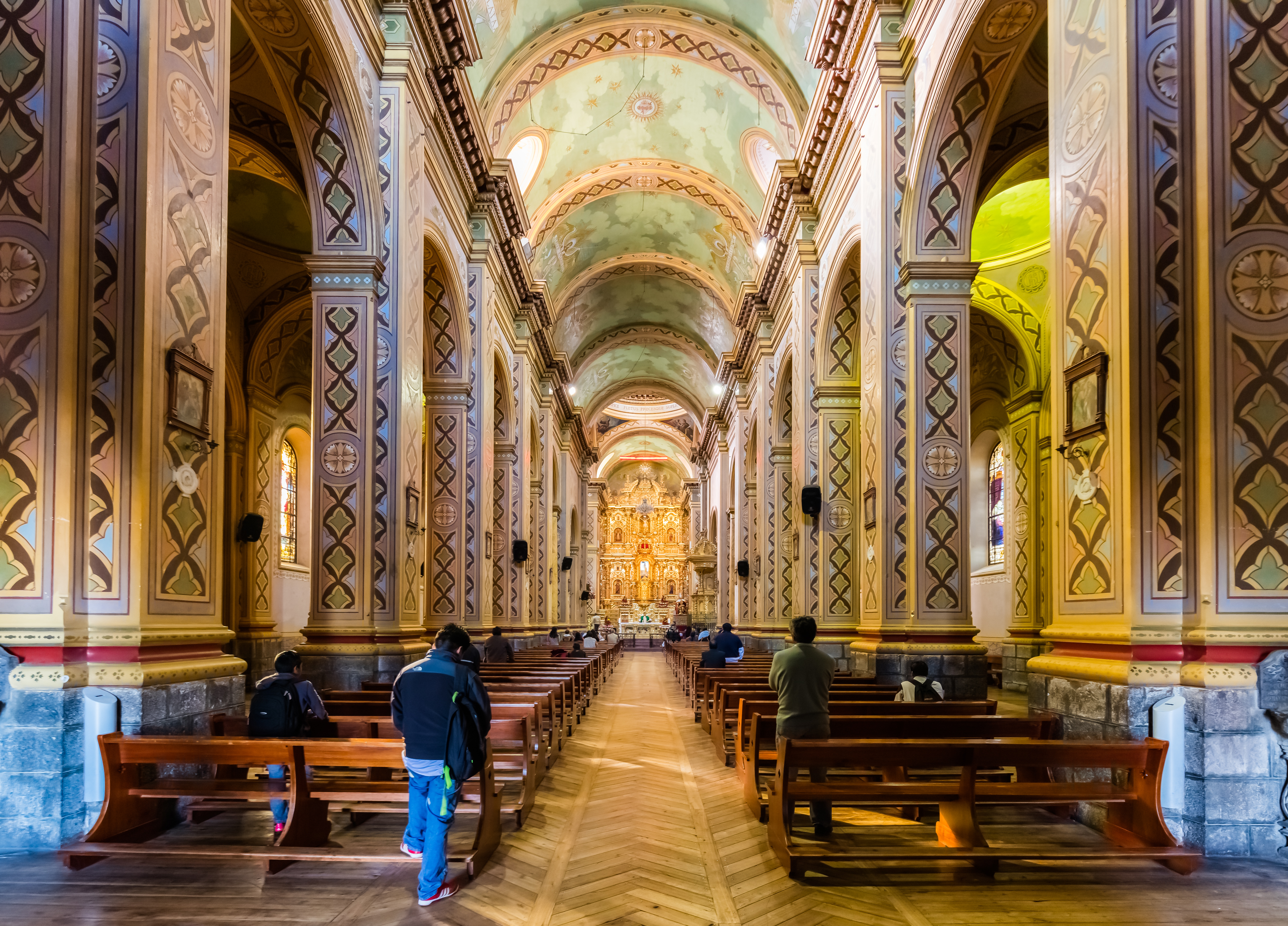
Interior del Santuario
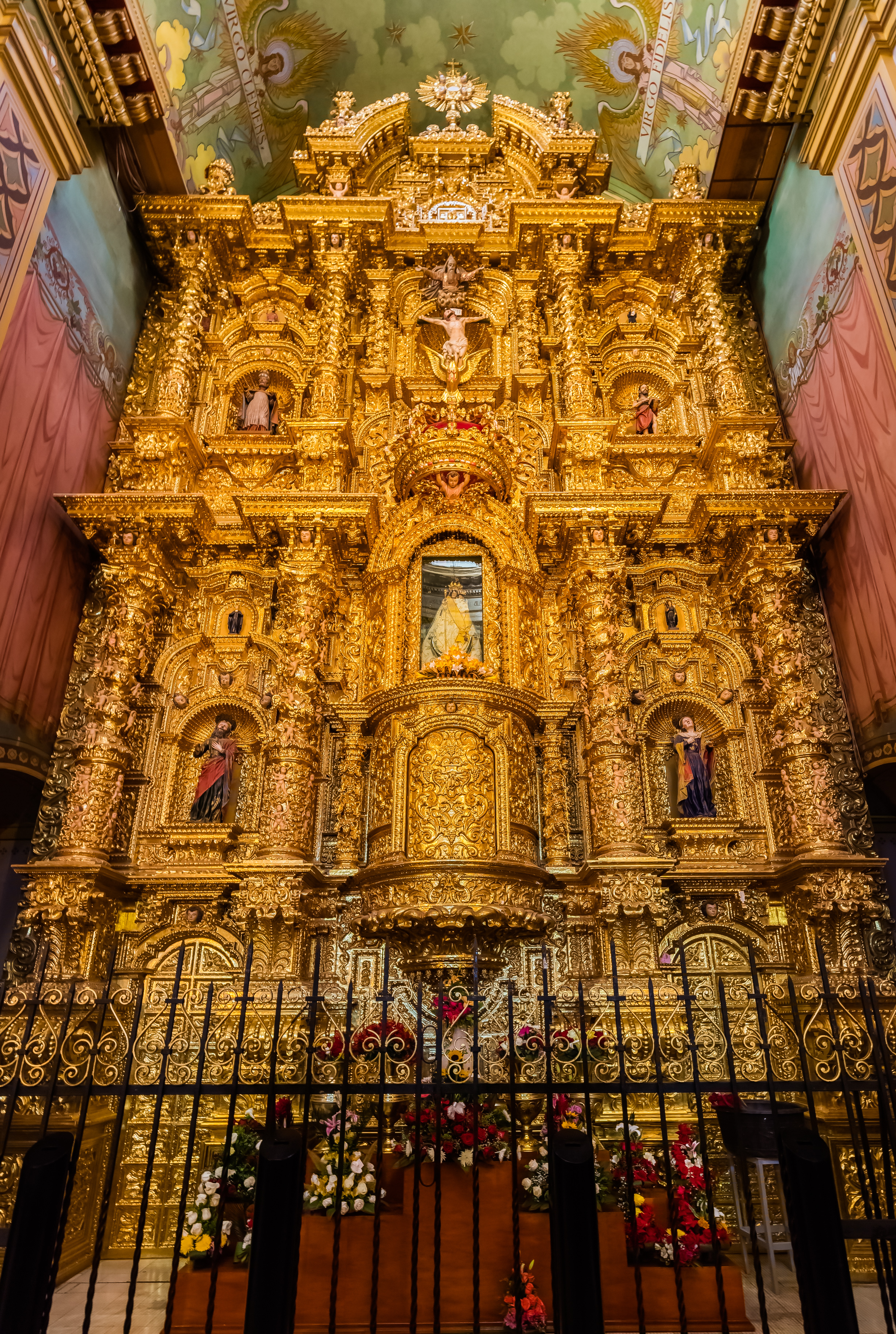
Retablo del Santuario
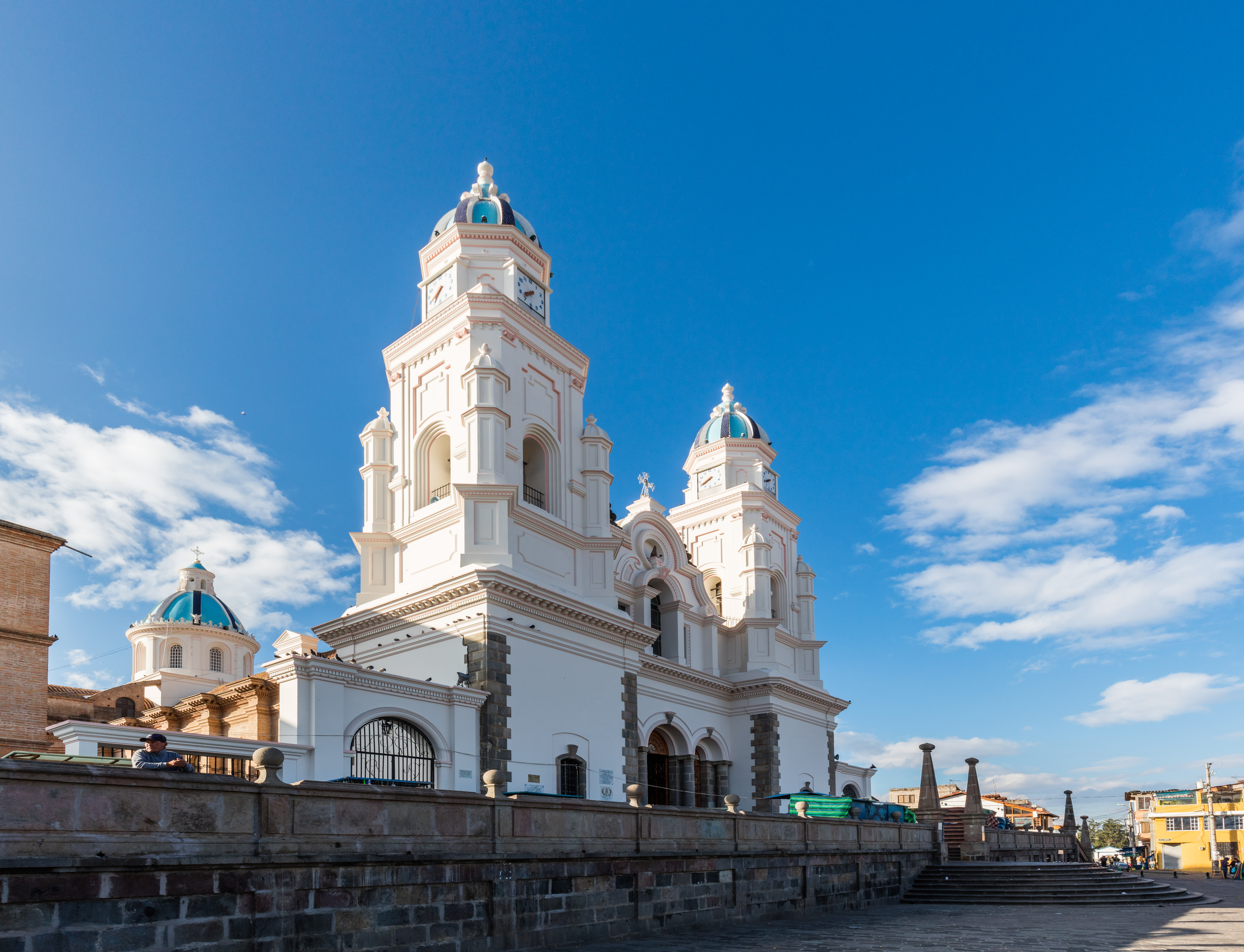
Fachada del Santuario

## Desarrollo de la devoción

### Advocación en Quisapincha
Existe una imagen basada en Nuestra Señora del Quinche que está elaborada de una arcilla especial y fue llevada por el Padre José María Cobo Robalino en 1928, al ver que en Quisapincha no existía la difusión de la fe católica, cuando llegó la imagen los habitantes de este sector la recibieron con una bienvenida llena de juegos y bailes. La iglesia que en ese entonces había, se encontraba deteriorada por lo que el párroco pidió al monseñor María Pólit que se construya un nuevo templo para poder venerar a la Virgen de Quisapincha y a San Antonio. Los planos de la iglesia fueron elaborados por el padre Bruning, de origen europeo. Bruning obtuvo el permiso enviado desde Quito (ya que Quisapincha pertenecía al arzobispado de Quito), y empezó la construcción en 1929 y concluyó en 1942, esta construcción a pesar del terremoto de 1949 aún guarda su estructura originaria. Sus paredes, el altar, y demás adornos son elaborados de piedra mientras que su puerta es de madera tallada. El 11 de febrero de 1931 el arzobispo aprueba la práctica religiosa para abril de este mismo año, las fiestas se trasladan al 21 de noviembre ya que la iglesia festeja la "Presentación de la Virgen". "Desde entonces cada 21 de noviembre, los moradores de Quisapincha veneran a la "Virgen de El Quinche" por ser Madre de Dios y Madre Nuestra.

### Devoción fuera de Ecuador

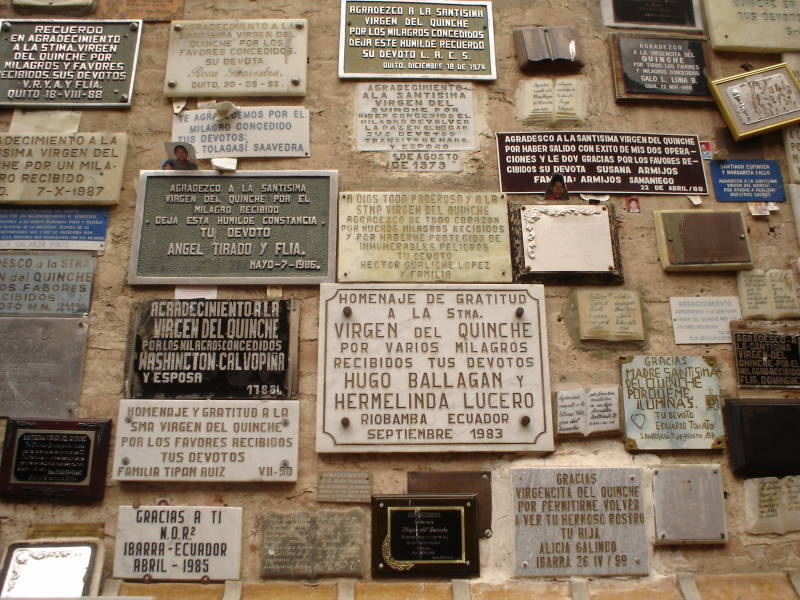
Homenajes a la Virgen

A partir de la migración de Ecuatorianos a países como Estados Unidos, Italia y España, empezó a desarrollarse la peregrinación y veneración de la Virgen de El Quinche en dichos países. Principalmente es destacable el caso de España donde se realizan peregriancinoes de cerca de 2500 personas en Torreciudad. Los peregrinos, generalmente ecuatorianos se reunieron desde cada una de las ciudades de España como Cataluña, Aragón, Madrid, Navarra, La Rioja y Valencia para llegar a Torreciudad. Existen varias ediciones de dicha advocación que desde el año 2004 se lleva a cabo. Asimismo, la imagen de la Virgen de El Quinche ha sido llevada a Nueva York, ciudad donde viven muchos ecuatorianos. Esta imagen ha sido recibida en la Iglesia de San Bernardo en Manhattan.

### La mariología
Si bien la advocación por nuestra Señora de El Quinche no es el único culto que existe en Ecuador puesto que también son populares La virgen del Cisne, La Virgen de la Nube y Nuestra Señora del Rosario de Agua Santa, en lo que respecta a su historia y a una mariología al estilo del Quinche, estas otras imágenes no la tuvieron hasta el siglo XX. Por otro lado aunque la virgen de Guápulo procede cronológicamente, su advocación no mantuvo fuerza a lo largo de los años y se limitó a los siglo XVI y XVII principalmente. 
Para el historiador ecuatoriano, Julio Tobar Donoso, la advocación mariana del Quinche que se realiza de manera anual se puede describir de la siguiente manera, según narra en su libro "Iglesia modeladora de la nacionalidad":

Su fiesta anual es inmensa cita de amor que se dan los pueblos, aun de allende las fronteras, para ofrendar a María los tesoros de su alma. Ningún título de la Madre de Dios ha conmovido más hasta 1906 las fibras todas del corazón ecuatoriano. Por eso en la construcción del santuario definitivo, basílica gigantesca que pregona la excelsitud de los beneficios maternales y la constancia de sus devotos, se ha repetido la gesta de largueza que contempló atónica la Colonia en la erección del templo de Guápulo.
Julio Tobar Donoso